# Guillem Tinter
Guillem Tinter era membre d'una família de donzells de Castelló d'Empúries, de qui es conserven poques dades. Era fill de Jaume Tinter, veguer del comtat d'Empúries el 1405 i que va participar en el Parlament de Peralada de 1410 per tal de solucionar el conflicte successori. El seu germà Joan fou també administrador del comtat.
Les dades de Guillem són les següents: el 1451 donava permís al seu germà Joan per tal que es pogués vendre un camp a Castelló i el 1454 pagava uns diners a un tal Joan Perpinyà també de la vila empordanesa. En aquest document, però, se l'anomena burgès, cosa que vol dir que no era membre de la noblesa tot i que la família sí que ho era.
De Guillem Tinter li hem conservat una poesia que s'adreça a fra Joan de Vilagut, també membre d'una família amb lligams a Castelló d'Empúries, per tant, és normal que es coneguessin i que tinguessin algun debat poètic.